# Araneus zhaoi
Araneus zhaoi är en spindelart som beskrevs av Zhang 2002. Araneus zhaoi ingår i släktet Araneus och familjen hjulspindlar. Inga underarter finns listade i Catalogue of Life.